# Mazda Navajo
Der Mazda Navajo ist ein Sport Utility Vehicle des japanischen Autoherstellers Mazda, der in den USA und in Japan verkauft wurde. Er wurde von Ford für Mazda gebaut und ist nahezu baugleich mit dem Ford Explorer der ersten Generation. Im Gegensatz zu diesem gab es den Navajo nur als 3-Türer. Er war das erste SUV-Modell von Mazda.
Der Navajo wurde vom Automagazin Motor Trend zum Truck of the Year 1991 gewählt.

## Unterschiede
Der Navajo unterschied sich von dem fast baugleichen Ford nur durch einige kleine Änderungen. Neben einer überarbeiteten Frontschürze erhielt der Navajo neue Rückleuchten und Räder; die Stoßstangen wurden dunkelgrau lackiert (was zum Wegfall sämtlicher Chromleisten führte). Die Innenausstattung beider Modellreihen war weitgehend gleich, wobei der Navajo einen eigenen Schriftzug für die Instrumententafel erhielt (im Einklang mit anderen Mazda-Fahrzeugen); der Mazda-Schriftzug wurde der Ford-Lenkradnabe hinzugefügt.

## Ausstattungsvarianten
Anstelle der drei Ausstattungsvarianten des dreitürigen Ford Explorer bot Mazda den Navajo nur in der Basisversion DX und der Top-Ausstattung LX an (was in etwa dem Explorer Sport und dem dreitürigen Explorer XLT entsprach). Bei seiner Markteinführung wurde der Navajo mit Allradantrieb angeboten, 1992 kam eine Version mit Hinterradantrieb hinzu. Wie der Explorer der ersten Generation hatten alle Navajos einen 4,0-Liter-V6-Motor; ein Fünfgang-Schaltgetriebe war Standard, eine Viergang-Automatik wurde gegen Mehrpreis angeboten (sowohl für den DX als auch für den LX).

## Einstellung der Produktion
Die Produktion des Mazda Navajo wurde nach drei Jahren eingestellt, da der Verkaufserfolg bescheiden war. Ein Grund dafür kann im fehlenden Angebot einer fünftürigen Variante gesehen werden, die beim Explorer auch erfolgreicher war.
Als Nachfolger kann der auf dem Ford Escape (bzw. Ford Maverick) basierende Mazda Tribute betrachtet werden, der im Jahr 2000 eingeführt wurde.